# Tomás Balcázar
Pour les articles homonymes, voir Balcázar.
Tomás Balcázar González (né le 21 décembre 1931 à Guadalajara au Mexique et mort le 26 avril 2020) est un joueur de football international mexicain qui jouait au poste d'attaquant.

## Biographie
Tomás Balcázar est le beau-père de Javier Hernández Gutiérrez dit Chicharo, et le grand-père de Javier Hernández Balcázar dit Chicharito, tous deux footballeurs internationaux,.

### Carrière
Tomás Balcázar a évolué durant toute sa carrière pour le club de sa ville natale du Chivas de Guadalajara. Surnommé Tommy, il est connu pour avoir fait partie de l'effectif de légende surnommé au Mexique campeonísimo, qui remporte huit championnats du Mexique en dix ans.
Côté sélection, il dispute avec l'équipe du Mexique la coupe du monde 1954 en Suisse à l'âge de 22 ans et inscrit un but contre la France, au même âge que celui de son petit-fils Javier Hernández lorsqu'il inscrit un but durant la coupe du monde 2010 contre la France.